# Amelia Bloomer

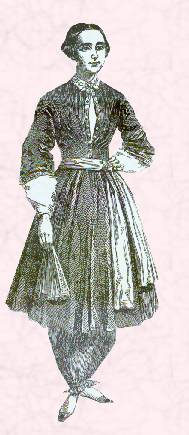
Amelia Bloomer i Bloomers.

Amelia Jenks Bloomer, född 27 maj 1818 i Homer i delstaten New York, död 30 december 1894 i Council Bluffs, var en amerikansk kvinnorätts- och nykterhetsaktivist.
Bloomer är känd för sin kampanj till förmån för de så kallade bloomers under 1850-talet, det byxmode för kvinnor som hon förespråkade som ett led i en dräktreform för kvinnor, och som fick sitt namn efter henne. Hon var också engagerad i nykterhetsrörelsen, och i rösträttsrörelsen. Hon var ordförande för den lokala kvinnorösträttsföreningen i Iowa, Iowa Woman Suffrage Association, från 1871 till 1873.

## Biografi
Amelia Bloomer föddes i Homer i delstaten New York. Hon arbetade från 17 års ålder som lärare och guvernant innan hon 1840 gifte sig med advokaten Dexter Bloomer. Hon deltog 1848 i Konferensen i Seneca Falls och engagerade sig därefter aktivt i nykterhetsrörelsen och kvinnorörelsen. Hon var 1849-53 redaktör för USA:s första kvinnotidning, The Lily. Hon skrev också livet ut för många andra tidningar och tidskrifter. 
Hon var aktiv lokalt för både rösträttsrörelsen för kvinnor och nykterhetsrörelsen hela sitt liv. Det är dock för sin engagemang inom dräktreformen hon blev berömd. År 1851 började Elizabeth Cady Stantons kusin, nykterhetsaktivisten Elizabeth Smith Miller, bära en ny klädedräkt med byxor inspirerad av byxmodet i Mellanöstern. Klädseln lanserades av Bloomer som en reformdräkt för kvinnor i hennes tidning, och denna försök till dräktreform tilldrog sig enormt uppseende i USA och Europa under 1850-talet. Skådespelaren Fanny Kemble bar den, och många kvinnor bar den en tid offentligt. Dräkten, eller konkret dess byxor, kallades allmänt för Bloomers efter Amelia Bloomer, som förde kampanjen i sin tidning och som också själv bar dem. Reformen misslyckades dock på grund av att kvinnor som bar dem utsattes för trakasserier, och kampanjen förlöjligades. År 1859 upphörde den slutligen och även Bloomer själv återgick till kjol med argumentet att det nya modet med krinolin uppfyllde en del av de reformer hon velat framföra med sin dräkt.  
Amelia Bloomer flyttade 1852 till Iowa, där hon var lokalt aktiv inom rösträttsrörelsen för kvinnor och nykterhetsrörelsen hela sitt liv. 